# Neasellus kerguelensis
Neasellus kerguelensis är en kräftdjursart som beskrevs av Frank Evers Beddard 1886. Neasellus kerguelensis ingår i släktet Neasellus och familjen Paramunnidae. Inga underarter finns listade i Catalogue of Life.